# هاريس ديلافير
هاريس ديلافير مواليد 6 فبراير 1990 في زينيتسا، جمهورية يوغوسلافيا الاشتراكية الاتحادية، هو لاعب كرة قدم بوسني يلعب مع نادي سيليك زينيكا في مركز الوسط.

## المسيرة الاحترافية

### أندية لعب لها
- نادي سيليك زينيكا
- نادي بلاتانياس
- نادي سيليك زينيكا

## روابط خارجية
- هاريس ديلافير على موقع قاعدة بيانات كرة القدم.إي يو (الإنجليزية)
- هاريس ديلافير على موقع Soccerway.com (الإنجليزية)